# فوجیوارا نو سوئه‌نوری
فوجیوارا نو سوئه‌نوری ((به ژاپنی: 藤原 季範 Fujiwara no Suenori)؛ ۱۰۹۰ – ۲۷ دسامبر ۱۱۵۵ (سن ۶۵)) کاهن اعظم (مذهبی) در معبد آتسوتا و پدربزرگ میناموتو نو یوریتومو نخستین شوگون از شوگون‌سالاری کاماکورا بود.